# 7つの封印の書
『7つの封印の書』（独: Das Buch mit sieben Siegeln）は、オーストリアの作曲家フランツ・シュミットが作曲した、混声合唱、5人のソリスト、オルガンとオーケストラのためのオラトリオ。『7つの封印を有する書』とも。
テキストは新約聖書の『ヨハネの黙示録』による。

## 作曲の経緯
第二次世界大戦の開戦を暗示する不穏な時代の空気と、自身の非常に悪化した健康状態を察知したフランツ・シュミットは、このオラトリオを自らの作曲活動の集大成にすることを企図した。そして、1938年に完成した。

## 初演
ウィーン楽友協会創設125周年記念行事の一つとして、1938年6月15日にオズヴァルト・カバスタ指揮、ウィーン楽友協会管弦楽団などにより初演された。
日本初演は、1977年12月6日(火)東京文化会館において山口貴指揮、フィルハーモニー合唱団、東京交響楽団、丹羽勝海 (T) 曽我栄子 (S) 長野羊奈子 (A) 田口興輔 (T) 芳野靖夫 (B) 島田麗子 (Org) により行われた。

### 以後の日本国内に於ける演奏実例
2度目は、1979年12月4日(火)東京厚生年金会館、フィルハーモニー合唱団第45回定期演奏会、山口貴指揮、日本フィルハーモニー交響楽団、丹羽勝海 (T) 曽我栄子 (S) 長野羊奈子 (A) 田口興輔 (T) 芳野靖夫 (B) 酒井多賀志 (Org)。
3度目は1983年12月19日昭和女子大学人見記念講堂での中央大学音楽研究会混声合唱団第23回定期演奏会、山口貴指揮東京交響楽団、丹羽勝海 (T) 酒井美津子 (S) 木村宏子 (A) 田口興輔 (T) 宮原昭吾 (B) 草間美也子 (Org) による。
1996年3月10日、サントリーホールにおいて若杉弘指揮、JAO東京オーケストラ、晋友会合唱団などにより行われた演奏は国内で4度目のものとなる。
4度目の演奏から約13年経った2009年7月、すみだトリフォニーホールに於いて、同ホールを根城とする新日本フィルハーモニー交響楽団が当時同楽団の音楽監督を務めていたクリスティアン・アルミンクのタクトの下で演奏。この演奏で新日本フィルは第18回三菱UFJ信託音楽賞をオーケストラとして最初に受賞すると共に、翌年の2010年4月21日にフォンテックからこの演奏をライヴ収録したCDアルバムがリリースされた。

## 楽曲構成
本作品が作曲される以前、キリスト教の典礼音楽に於いては「ヨハネの黙示録」が用いられることは無かった。
そんな「ヨハネの黙示録」を音楽の題材として初めて採用することとなったシュミットは、初演当時の解説において、全体を3つの大きな部分にわけて考えていたようである。しかしながら実際の音楽内容と照らし合わせたときに4つの部分であるととらえるのがもっとも適切であると考えられることから、ここではそのように扱うこととする。
この作品ではソリストがソプラノ・アルト・バスが各1名に対し、テノールは2名である。5人のソリストは「予言者ヨハネ」「神の声」「四匹の生き物」「長老たち」「戦士たち」「黒の騎士」「娘と母親」「天使」などを演じる。強いストーリー性はなく、ヨハネが「…であった」という過去形の語りを細かく挟み、その合間をぬって様々な情景を描写してゆく。

### 『天上のプロローグ』
ハ長調で開始される。冒頭、ホルンがC-D-G-Fという印象的な音形を吹き、これは木管楽器から弦楽器へと波及してゆく。やがて、テノール演ずる予言者ヨハネが「今おられ、かつておられ、やがて来られる方から、恵みと平和があなた方にあるように…」と歌い出し、「アーメン！」と歌い収めると、バスが演じる神の声が「私はアルファにしてオメガであり…」と歌い、ヨハネに黙示のヴィジョンを与える。ヨハネはこれを受けて天上界の様子を語り始める。神の王座の前にいる四匹の生き物について歌うと、ソリストによる四重唱で四匹の生き物が神を讃え、テノールとバスの合唱が演じる長老たちは神を奉る。天使が子羊に巻物を渡し、合唱が賛歌を歌う。

### 第1部
最初にオルガン・ソロがおかれる。オルガンの旋律は「封印の動機」。
この部分においては七つの封印のうち六つが解かれる。封印が解かれる描写の前にヨハネの前置きが入る。最初の封印が解かれる「偽メシアの登場」の部分においては合唱は比較的明るく賛歌風である。つづいて第二の封印が解かれると、「殺戮」が訪れ、不穏な響きの音楽となり、威嚇する男声と怯える女声とがぶつかりあう。第三の封印が解かれると「飢え・窮乏」が訪れる。バスが演じる黒い騎士が「小麦一升と大麦三升、お前たちにはそれだけだ！」と宣言し、テューバの重い響きに導かれてピッツィカートの伴奏で木管が歌い、飢えに苦しむ娘と母親（ソプラノとアルト）の悲痛な二重唱となる。第四の封印が解かれると「死」の使者が現れる。テノールとバスが第二の封印の殺しあいの生き残りを演じる。第五の封印が解かれると、神のために殺された人々のことをヨハネが語り、オルガンの細かく動き回る伴奏に導かれて合唱が神に裁きの時はいつかと問いかける。バスの神の声が応える。第六の封印が解かれ、大地震が起る。合唱が恐怖に満ちて歌う。調性はぎりぎりまで拡大され、やや音列的な、それでいて調性感のある合唱フーガとなる。
第一の封印から第四の封印までの詳しい内容はヨハネの黙示録の四騎士を参照。

### 第2部
ここでも最初にオルガン・ソロがおかれる。非常に不穏な空気。
そして、第七の封印が解かれる。ここではヨハネがまず、「赤い竜が天上界から落とされ底なし沼に封印された」と歌う。引き続き「七人の天使にラッパが与えられ、ラッパの一つ一つがこの世と人々に多くの災いを知らせた」と歌う。減五度下降する音形が印象的な謎めいた第一のラッパがトロンボーンに静かに現れる。独唱や重唱・合唱が様々な形で現れつつラッパが吹かれて起きた出来事を語る。第二から第六のラッパは徐々に変化を重ね、ついにトランペットでハ長調の第七のラッパが輝かしく吹き鳴らされる。実はこれは冒頭動機の変形である。
合唱は「今やこの国は我らの主のものとなった！」と凱歌をあげ、ヨハネがこの世に起った混乱を描写し、「私はまた新しい天と地を見た…」と歌うと神の声が厳かに響く。神の声は「私はアルファであり、オメガである…」と歌い出し、「見よ！私は万物を新しくする！勝利を得るものはこれらのものを受け継ぎ、私はそのものの神になり、そのものは私の子となる！」と宣言する。合唱に喜びに満ちたハレルヤ唱がわき上がる。「主に賛美と感謝の歌を歌い、主の名を褒め讃えよ！ハレルヤ！」と壮麗に歌い収める。
第七の封印の詳しい内容については、黙示録の獣、黙示録のラッパ吹き、ニガヨモギを参照。

### エピローグ
男声が「今おられ、かつておられた方、全能者である神よ、主よ、あなたに感謝します…」と神への感謝をグレゴリオ聖歌風に静かに歌う。そして、プロローグの音楽が回帰する。ヨハネが冒頭と全く同じソロを歌う。ひと呼吸おいてヨハネが「アーメン！」を歌うと合唱が「アーメン！」と唱和し、オーケストラで冒頭動機が打ち鳴らされ、曲を閉じる。

## 作風
フランツ・シュミット独特の和声が特徴的な作品である。グレゴリオ聖歌、バッハ的な宗教音楽、壮麗なオペラ、そしてモダンな響きを巧みに織り交ぜている。冒頭の動機と審判のラッパが繰り返し現れることで音楽内容に統一感を持たせている。

## 主な録音
- ディミトリ・ミトロプーロス指揮、ウィーン・フィルハーモニー管弦楽団、ヒルデ・ギューデン（ソプラノ）イーラ・マラニウク（アルト）アントン・デルモータ（テノール）フリッツ・ヴンダーリヒ（テノール）ヴァルター・ベリー（バス）アロイス・フォルラー（オルガン）ウィーン楽友協会合唱団。(SONY Classical SICC 465-6)
- ニコラウス・アーノンクール指揮、ウィーン・フィルハーモニー管弦楽団　他
- フランツ・ヴェルザー＝メスト指揮、バイエルン放送交響楽団、バイエルン放送合唱団、ヨハネ：シュティーク・アンデルセン（テノール）主の声：ルネ・パーペ（バス）他
- ファビオ・ルイージ指揮、MDR交響楽団　他